# Camille Lecointre
Camille Lecointre (25 de fevereiro de 1985) é uma velejadora francesa, medalhista olímpica.

## Carreira

### Rio 2016
Camille Lecointre representou seu país nos Jogos Olímpicos de Verão de 2016, na qual conquistou medalha de bronze na classe 470, ao lade de Hélène Defrance. 